# 欣泰电气
欣泰电气（Dandong Xintai Electric Co., Ltd），全称丹东欣泰电气股份有限公司（老三板：400067，简称：欣泰3；深交所除牌前：300372，简称：欣泰退），成立于1999年，总部位于辽宁省丹东市，是一家从事节能型输变电设备及无功补偿装置等电网性能优化设备制造的供应商企业。

## 沿革
1999年，丹東欣泰電氣股份有限公司成立。丹东欣泰电气股份有限公司是辽宁欣泰股份有限公司的控股子公司，位于丹东电力电子科技产业园区东平大街159号。公司从事节能型输变电设备及无功补偿装置等电网性能优化设备制造，为电网输、配、用电系统提供用电设备和技术解决方案。
2014年1月27日，登陆深圳证券交易所创业板。

## 概述
2015年7月14日，因涉嫌IPO申请文件中相关财务数据存在虚假记载，中国证监会开始对欣泰电气欺诈发行进行调查。因公司实际控制人兼董事长温德乙在2015年期初非经营性占用欣泰电气资金余额6387.79万元；2016年4月，其2015年度财务报告被华普天健会计师事务所（特殊普通合伙）出具了“无法表示意见”的审计报告且情节严重。与此同时，财务总监刘明胜、公司董事兼总经理孙文东和监事范永喜分别于2016年2月4日、4月29日大额减持股份套现。
5月18日，欣泰电气董事会董事长温德乙、秘书杜晓宁收到深圳证券交易所公开谴责。秘书杜晓宁被迫提出书面辞职报告。5月23日，欣泰电气被迫宣布停牌。5月31日，中国证监会调查认定《2013年年度报告》、《2014年半年度报告》、《2015年年度报告》中存在虚假记载，并对公司及各高管进行罚款，罚金超过千万元人民币。
2016年6月17日下午，中国证券监督管理委员会新闻发布会表示，欣泰电气涉嫌欺诈发行、信披违规案，向欣泰电气出具调查告知书；同时证监会对欣泰电气、新华会计师事务所立案调查；对保荐机构兴业证券初步启动调查程序，并转入立案调查程序，兴业的20个保荐项目全部被暂停受理。随后证监会确定欣泰电气欺诈发行并作出行政处罚，深圳证券交易所将依法履行退市工作，启动欣泰电气退市程序。这也意味着欣泰电气将成为中国创业板第一个被退市的公司。
2016年7月12日，欣泰电气复牌，进行最后的三十个交易日的交易，随后欣泰电气永久退市，无法再恢复上市。2017年3月15日，兴业证券公布了设立欣泰电气欺诈发行先行赔付专项基金进展情况，已拟订先行赔付方案草案，进行了先行赔付所需的前期各项准备工作。
2017年5月4日，欣泰电气、温德乙起诉中国证监会，该案一审宣判，法院认为证监会作出的行政处罚并无不当，判决驳回了原告诉讼请求。案件宣判后，欣泰电气提起上诉。2017年12月19日，北京市高院于去年开庭审理了该案，北京高院副院长吉罗洪主持庭审，中国证监会主席助理黄炜出庭应诉。2018年4月，北京高院作出二审判决，驳回了诉讼请求，维持一审判决。

## 产品
公司产品包括有：
- 3D视觉检测
- 限流器
- 干式变压器
- 电抗器
- 油浸式变压器
- 电容器
- 高低压开关柜
- 整流器
- 箔绕机

## 相关
- 輝山乳業